# Championnat du monde moins de 18 ans de hockey sur glace 2002
Navigation
Édition précédente Édition suivante
Le Championnat du monde moins de 18 ans de hockey sur glace 2002 se déroule à Piešťany et Trnava en Slovaquie. Le championnat se dispute du 11 avril au 21 avril 2002. Les matchs se jouent au Zimní Stadion de Piešťany et au Zimní Stadion de Trnava. Les États-Unis remportent l'or devant la Russie et la République tchèque.

## Division Élite

### Tour préliminaire
Pour les significations des abréviations, voir Statistiques du hockey sur glace.

#### Groupe A
| Équipe    | PJ | V | D | N | BP | BC | PTS |
| --------- | -- | - | - | - | -- | -- | --- |
| Russie    | 5  | 5 | 0 | 0 | 34 | 10 | 10  |
| Tchéquie  | 5  | 4 | 1 | 0 | 25 | 12 | 8   |
| Canada    | 5  | 3 | 2 | 0 | 21 | 17 | 6   |
| Norvège   | 5  | 1 | 3 | 1 | 13 | 23 | 3   |
| Slovaquie | 5  | 1 | 4 | 0 | 10 | 19 | 2   |
| Allemagne | 5  | 0 | 4 | 1 | 7  | 29 | 1   |

#### Groupe B
| Équipe      | PJ | V | D | N | BP | BC | PTS |
| ----------- | -- | - | - | - | -- | -- | --- |
| États-Unis  | 5  | 5 | 0 | 0 | 33 | 5  | 10  |
| Finlande    | 5  | 4 | 1 | 0 | 22 | 7  | 8   |
| Biélorussie | 5  | 2 | 3 | 0 | 14 | 21 | 4   |
| Suède       | 5  | 2 | 3 | 0 | 16 | 16 | 4   |
| Suisse      | 5  | 2 | 3 | 0 | 18 | 21 | 4   |
| Ukraine     | 5  | 0 | 5 | 0 | 4  | 37 | 0   |

### Tour de relégation
| Équipe    | PJ | V | D | N | BP | BC | PTS |
| --------- | -- | - | - | - | -- | -- | --- |
| Suisse    | 5  | 5 | 0 | 0 | 28 | 6  | 10  |
| Slovaquie | 5  | 3 | 2 | 0 | 15 | 11 | 6   |
| Suède     | 5  | 3 | 2 | 0 | 20 | 13 | 6   |
| Allemagne | 5  | 1 | 3 | 1 | 9  | 16 | 3   |
| Norvège   | 5  | 1 | 3 | 1 | 12 | 20 | 3   |
| Ukraine   | 5  | 1 | 4 | 0 | 9  | 27 | 2   |

Note : Les matchs suivants du premier tour sont comptabilisés pour le tour de relégation :
- 17 avril 2004 : Allemagne 1-4 Slovaquie

### Tour final
| Équipe      | PJ | V | D | N | BP | BC | PTS |
| ----------- | -- | - | - | - | -- | -- | --- |
| États-Unis  | 5  | 4 | 1 | 0 | 27 | 7  | 8   |
| Russie      | 5  | 4 | 1 | 0 | 29 | 13 | 8   |
| Tchéquie    | 5  | 4 | 1 | 0 | 17 | 9  | 8   |
| Finlande    | 5  | 2 | 3 | 0 | 14 | 15 | 4   |
| Biélorussie | 5  | 1 | 4 | 0 | 9  | 32 | 2   |
| Canada      | 5  | 0 | 5 | 0 | 12 | 30 | 0   |

### Classement final
| Classement | Équipe      |
| ---------- | ----------- |
| Or         | États-Unis  |
| Argent     | Russie      |
| Bronze     | Tchéquie    |
| 4          | Finlande    |
| 5          | Biélorussie |
| 6          | Canada      |
| 7          | Suisse      |
| 8          | Slovaquie   |
| 9          | Suède       |
| 10         | Allemagne   |
| 11         | Norvège     |
| 12         | Ukraine     |

L'Allemagne, la Norvège et l'Ukraine sont reléguées en division 1 pour l'édition 2003.

## Division 1
La division 1 se déroule à Maribor et Celje en Slovénie du 23 au 29 mars 2002.

### Tour préliminaire

#### Groupe A
| Équipe     | PJ | V | D | N | BP | BC | PTS |
| ---------- | -- | - | - | - | -- | -- | --- |
| Kazakhstan | 2  | 2 | 0 | 0 | 12 | 2  | 4   |
| Autriche   | 2  | 1 | 1 | 0 | 4  | 7  | 2   |
| Italie     | 2  | 0 | 2 | 0 | 2  | 9  | 0   |

#### Groupe B
| Équipe   | PJ | V | D | N | BP | BC | PTS |
| Slovénie | 3  | 2 | 0 | 1 | 11 | 6  | 5   |
| Lettonie | 3  | 1 | 1 | 1 | 8  | 8  | 3   |
| Danemark | 3  | 1 | 2 | 0 | 8  | 11 | 2   |
| Japon    | 3  | 0 | 1 | 2 | 10 | 12 | 2   |

#### Demi-finale
- Kazakhstan-Lettonie : 4-1 (1-1,3-0,0-0)
- Slovénie-Autriche : 3-2 a.p. (0-1,1-1,1-0,1-0)

#### Petite-Finale
- Autriche-Lettonie : 4-1 (1-1,2-0,1-0)

#### Finale
- Slovénie-Kazakhstan : 2-5 (1-0,1-3,0-2)

#### Tour de relégation
| Équipe   | PJ | V | D | N | BP | BC | Pts |
| -------- | -- | - | - | - | -- | -- | --- |
| Italie   | 2  | 1 | 1 | 0 | 7  | 6  | 2   |
| Danemark | 2  | 1 | 1 | 0 | 8  | 8  | 2   |
| Japon    | 2  | 1 | 1 | 0 | 8  | 9  | 2   |

### Classement final
| Rk.    | Team       |
| ------ | ---------- |
| Or     | Kazakhstan |
| Argent | Slovénie   |
| Bronze | Autriche   |
| 4      | Lettonie   |
| 5      | Italie     |
| 6      | Danemark   |
| 7      | Japon      |

Le Kazakhstan est promu en élite pour 2003.

## Division 2
La division 2 se déroule à Briançon dans les Hautes-Alpes (France) du 22 au 29 mars 2002. Les matchs se disputent à la Patinoire René Froger.

### Tour préliminaire

#### Groupe A
| Équipe          | PJ | V | D | N | BP | BC | Pts |
| --------------- | -- | - | - | - | -- | -- | --- |
| France          | 3  | 3 | 0 | 0 | 47 | 1  | 6   |
| Grande-Bretagne | 3  | 2 | 0 | 1 | 16 | 11 | 4   |
| Croatie         | 3  | 1 | 0 | 2 | 9  | 27 | 2   |
| Roumanie        | 3  | 0 | 0 | 3 | 2  | 35 | 0   |

#### Groupe B
| Équipe   | PJ | V | N | D | BP | BC | Pts |
| Pologne  | 3  | 3 | 0 | 0 | 25 | 3  | 6   |
| Estonie  | 3  | 2 | 0 | 1 | 13 | 11 | 4   |
| Pays-Bas | 3  | 1 |   | 2 | 4  | 18 | 2   |
| Hongrie  | 3  | 0 | 0 | 3 | 5  | 15 | 0   |

#### Tour Final
| Équipe          | PJ | V | N | D | BP | BC | Pts |
| --------------- | -- | - | - | - | -- | -- | --- |
| France          | 3  | 3 | 0 | 0 | 36 | 1  | 6   |
| Pologne         | 2  | 2 | 0 | 1 | 20 | 15 | 4   |
| Grande-Bretagne | 2  | 1 | 0 | 2 | 10 | 22 | 2   |
| Estonie         | 2  | 0 | 0 | 3 | 3  | 31 | 0   |

#### Tour de relégation
| Équipe   | PJ | V | N | D | BP | BC | Pts |
| -------- | -- | - | - | - | -- | -- | --- |
| Pays-Bas | 3  | 3 | 0 | 0 | 12 | 7  | 6   |
| Hongrie  | 2  | 2 | 0 | 1 | 13 | 7  | 4   |
| Croatie  | 2  | 1 | 0 | 2 | 12 | 14 | 2   |
| Roumanie | 2  | 0 | 0 | 3 | 6  | 15 | 0   |

### Classement final
| Rk.    | Team            |
| ------ | --------------- |
| Or     | France          |
| Argent | Pologne         |
| Bronze | Grande-Bretagne |
| 4      | Estonie         |
| 5      | Pays-Bas        |
| 6      | Hongrie         |
| 7      | Croatie         |
| 8      | Roumanie        |

La France et la Pologne sont promues en division 1.

## Division 3
La division 3 se déroule à Kaunas et Elektrenai en Lituanie du 5 au 9 mars 2002.

### Classement final
| Classement | Équipe                                    |
| ---------- | ----------------------------------------- |
| Or         | Corée du Sud                              |
| Argent     | Équipe de Yougoslavie de hockey sur glace |
| Bronze     | Espagne                                   |
| 4          | Belgique                                  |
| 5          | Afrique du Sud                            |
| 6          | Lituanie                                  |
| 7          | Bulgarie                                  |
| 8          | Turquie                                   |

Les six premiers sont qualifiés pour la division II 2003.

## Division 1 Océanie
La division 1 Océanie se déroule à Auckland en Nouvelle-Zélande du 10 au 15 mars 2002. 

### Classement final
| Classement | Équipe           |
| ---------- | ---------------- |
| Or         | Chine            |
| Argent     | Australie        |
| Bronze     | Nouvelle-Zélande |
| 4          | Mongolie         |
| 5          | Taipei chinois   |
| 6          | Thaïlande        |